# Маркус Ґір
Маркус Ґір (1 січня 1970) — швейцарський академічний веслувальник.
Олімпійський чемпіон 1996 року в складі парної двійки легкої ваги, учасник 2000 року.
Чемпіон світу 1995 року в складі парної двійки легкої ваги, срібний призер 1989 (парні четвірки легкої ваги), 1993 (парні двійки легкої ваги) років, бронзовий призер 1992, 1994, 1998 років у складі парної двійки легкої ваги.